# A.S.D. Gragnano Calcio
Società Sportiva Calcio Gragnano là một câu lạc bộ bóng đá Ý có trụ sở tại Gragnano, Campania. Câu lạc bộ được thành lập vào năm 1965, và được thành lập lại vào năm 1990. Màu sắc chính thức của Gragnano là vàng và xanh dương, điều này đã dẫn đến biệt danh của họ là gialloblu.
Gragnano đã thăng hạng bằng cách giành chiến thắng trong trận play-off tại mùa giải Eccellenza 2006-07, nghĩa là mùa giải tới, câu lạc bộ bắt đầu thi đấu tại Serie D. Sau khi được thăng hạng lên Serie D, câu lạc bộ bắt đầu đấu tranh cùng với người hàng xóm Juve Stabia một câu lạc bộ khác từ Tỉnh Naples tại Stadio Romeo Menti, thay vì chơi tại Stadio San Michele của họ ở Gragnano.

## Danh hiệu
- Eccellenza Campania
  - Thăng hạng: 2006